# Joaíma (ort)
Joaíma är en ort i Brasilien.   Den ligger i kommunen Joaíma och delstaten Minas Gerais, i den östra delen av landet, 700 km öster om huvudstaden Brasília. Joaíma ligger 270 meter över havet och antalet invånare är 9 020.
Terrängen runt Joaíma är huvudsakligen kuperad, men den allra närmaste omgivningen är platt. Joaíma ligger nere i en dal. Runt Joaíma är det glesbefolkat, med 8 invånare per kvadratkilometer.. Det finns inga andra samhällen i närheten.
Omgivningarna runt Joaíma är huvudsakligen savann.